# Amtsgericht Gollnow
Das Amtsgericht Gollnow war ein preußisches Amtsgericht mit Sitz in Gollnow, Provinz Pommern.

## Geschichte
In Gollnow bestand von 1849 bis 1879 die Gerichtskommission Gollnow des Kreisgerichtes Naugard. Das königlich preußische Amtsgericht Gollnow wurde mit Wirkung zum 1. Oktober 1879 als eines von 14 Amtsgerichten im Bezirk des Landgerichtes Stargard im Bezirk des Oberlandesgerichtes Stettin gebildet. Der Sitz des Gerichtes war Gollnow. Sein Gerichtsbezirk umfasste aus dem Kreis Naugard den Stadtbezirk Gollnow, die Amtsbezirke Augustwalde, Barfußdorf, Carlshof, Groß-Christinenberg, Fürstenflagge, Hackenwalde, Lübzin, Pütt und Speck, der Amtsbezirk Friedrichswalde ohne die Gemeindebezirke Friedrichswalde und Hinzendorf, der Amtsbezirk Großenhagen ohne den Gemeinde- und Gutsbezirk Großenhagen, der Gemeindebezirk Glewitz aus dem Amtsbezirk Criewitz und die Gemeindebezirke Diedrichsdorf und Stevenhagen aus dem Amtsbezirk Priemhausen. Am Gericht bestanden 1880 zwei Richterstellen. Das Amtsgericht war damit ein mittelgroßes Amtsgericht im Landgerichtsbezirk.
Im Jahre 1945 wurden der größte Teil Pommerns, darunter der Sprengel des Amtsgerichtes Gollnow, unter polnische Verwaltung gestellt und die deutschen Bewohner vertrieben. Damit endete die Geschichte des Amtsgerichts Gollnow. Unter polnischer Verwaltung entstand das Sąd Rejonowy w Goleniowie (1950–1975: Sąd Powiatowy w Goleniowie).